# Haltestellenkap
Das Haltestellenkap ist eine Haltestelle für öffentliche Verkehrsmittel, deren Rand bis an den durchgehenden Fahrstreifen des Straßenverkehrs bzw. an den Verkehrsraum der Straßenbahn vorgezogen ist. Oft entsteht es durch den Umbau von Busbuchten und versinnbildlicht in Einzelfällen die Verkehrswende durch den Vorrang des öffentlichen Verkehrs.
Zu den Vorteilen eines Haltestellenkaps zählen seine geringe Länge sowie die Möglichkeit, dicht am Bordstein (wie beispielsweise beim Kasseler Sonderbord) anzuhalten, um den Fahrgastwechsel zu erleichtern. Dies ist im Interesse der Barrierefreiheit. Ferner ist besonders bei beengten Straßenverhältnissen das Aufstellen von Wartehäuschen oft nur möglich, wenn der Fußweg durch Haltestellenkaps verbreitert wird; zudem kann ein Haltestellenkap nicht von Pkw zugeparkt werden. Das haltende Fahrzeug erleichtert auch das Überqueren der Fahrbahn für die Ein- und Aussteiger. Sinnvoll ist daher die Kombination von Haltestellenkap und Querungsanlage. Des Weiteren befindet sich der Bus oder die Straßenbahn beim Verlassen der Haltestelle an der Spitze des Fahrzeugstromes und es muss bei Abfahrt nicht auf eine Lücke im fließenden Verkehr gewartet werden, dies beschleunigt den öffentlichen Nahverkehr. Aus einem Kap resultiert auch eine gewisse Verkehrsberuhigung, da der haltende Bus/die Straßenbahn den Verkehrsfluss kurz abbremst. Schließlich wird im Vergleich zu Haltebuchten die Diagonalfahrt bei An- und Abfahrt vermieden, was die Sicherheit für stehende bzw. aus-/einsteigende Fahrgäste vergrößert. Zudem kann das Kap als relativ große Werbefläche genutzt werden.
Es hat gegenüber anderen Haltestellenbauformen (wie etwa der Busbucht) den Nachteil, dass vor allem bei mehreren Haltestellenkaps hintereinander der übrige Verkehrsfluss gestört wird. Deshalb sollten die Einsatzgrenzen bei einer maßgebenden Verkehrsstärke von 1500 Kfz/h und einem Fahrplantakt von über zehn Minuten liegen.
Haltestellenkaps sind nicht geeignet, wenn Fahrzeuge des Linienverkehrs über längere Zeit warten, wie beispielsweise an Verknüpfungspunkten, bei Rendezvous-Systemen oder an Endhaltestellen.

## Normen und Standards
- Empfehlungen für Anlagen des öffentlichen Personennahverkehrs (EAÖ)
- Richtlinien für die Anlage von Stadtstraßen (RASt)